# Suide

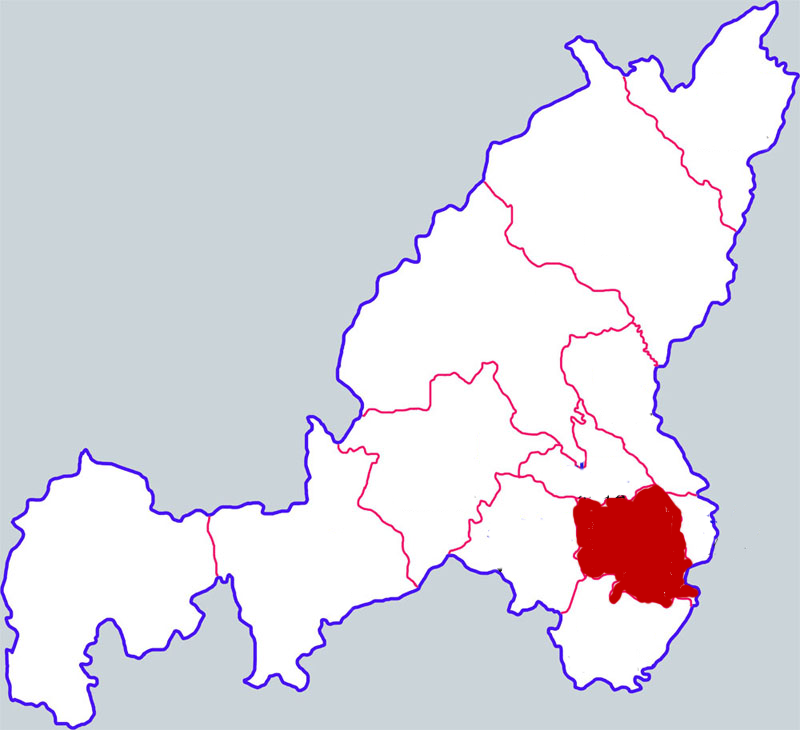
Lage des Kreises Suide auf dem Gebiet der bezirksfreien Stadt Yulin

Der Kreis Suide (绥德县,  Suídé Xiàn) ist ein Kreis der bezirksfreien Stadt Yulin in der chinesischen Provinz Shaanxi. Er hat eine Fläche von 1.853 km² und zählt 255.294 Einwohner (Stand: Zensus 2020). Sein Hauptort ist die Großgemeinde Mingzhou (名州镇).
In der Gemeinde Baijiajian (白家碱乡) befindet sich das Dangshi-Haus in Suide (绥德党氏庄园, Suídé dǎngshì zhuāngyuán) aus der Zeit von der Ming-Dynastie bis zur Republik, das auf der Liste der Denkmäler der Volksrepublik China steht.